# 온센무스메
《온센무스메》(일본어: 温泉むすめ: 온천소녀, 온천무스메)는 모에화된 온천을 소재로 삼아 지역 공생·활성을 추구하는 일본 엔바운드(Enbound) 사의 미디어 믹스 프로젝트다. 천상신 스쿠나히코의 요청에 따라 온천신 '온센무스메'들이 아이돌 활동을 한다는 설정으로 애니메이션, 만화, 게임, 성우 공연, 음반 발매 등이 이루어진다. 